# 勒斜武担湖
勒斜武担湖位于中国青海省西南部治多县境内，地处昆仑山和可可西里山之间的断陷盆地内。湖泊面积227平方公里，湖面海拔4867米。湖区气候极度干旱，年均气温-10℃左右，年降水量100～150毫米。湖水主要依赖冰雪融水径流和泉水补给，集水区面积1680平方公里。1989年7月调查显示，湖水矿化度为135.26g/L，属氯化物型盐湖。湖泊周围为无人区，东部分布着由于湖泊退缩后形成的诸多残留小湖，湖区植被为苔草和紫花针茅草草原。